# Mocoa
Mocoa (eller San Miguel de Mocoa) är en kommun och stad i sydvästra Colombia och är administrativ huvudort för departementet Putumayo. Staden hade 28 331 invånare år 2008, med totalt 37 575 invånare i hela kommunen på en yta av 1 030 km².